# Interbau 57
L'Esposizione specializzata Interbau 57 (Internationale Bauausstellung o "Mostra internazionale dell'edilizia") fu un grande evento espositivo di architettura che si tenne a Berlino Ovest nel 1957.
Per l'occasione vennero realizzate le seguenti opere:
- Quartiere Hansa a Berlino-Tiergarten
- Kongresshalle a Berlino-Tiergarten (oggi Haus der Kulturen der Welt)
- Unité d'Habitation a Berlino-Charlottenburg.

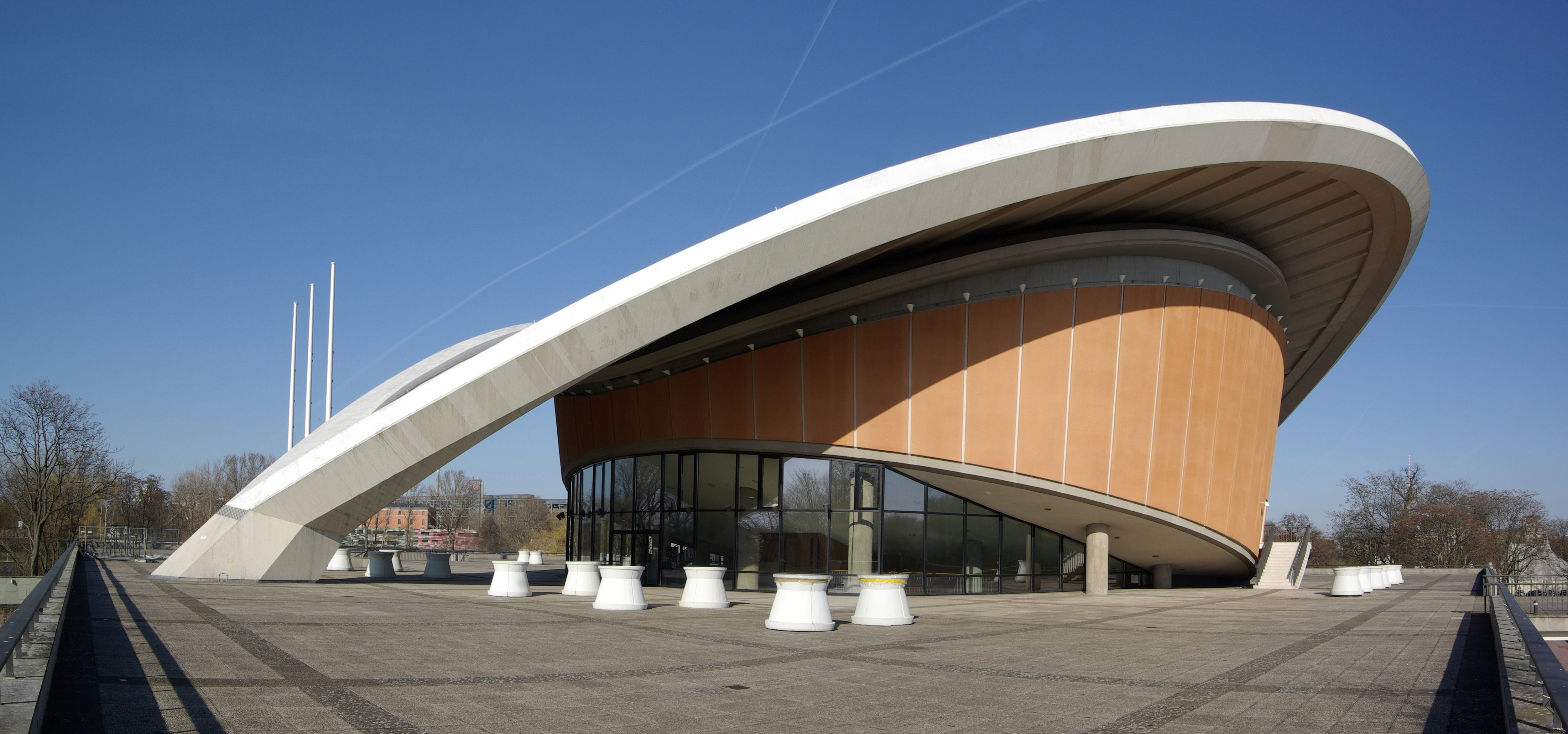
Kongresshalle a Berlino-Tiergarten (oggi Haus der Kulturen der Welt)

La manifestazione venne ripetuta nel 1984, con il nome di IBA 84.